# Anka Spor Kulübü
Anka Spor Kulübü je profesionální mužský i ženský hokejový klub hrající v Turecké hokejové Superlize (ženy hrají v Turecké ženské hokejové lize ledního hokeje). Klub byl založen roku 2004, v barvách má modrou a červenou a hraje v aréně Ankara Ice Place (kapacita : 1050).

## Údaje
- Město - Ankara, Turecko
- Liga - Turecká liga ledního hokeje
- Založení - 2004
- Aréna - Ankara Ice Place (kapacita : 1050)
- Barvy - Červená, Modrá
- Hlavní trenér - Anil Uyar

## Úspěchy
- 2004-2005 – 2. místo (Turecká Superliga)
- 2005-2006 – 3. místo (Turecká Superliga)
- 2006-2007 – 3. místo (Turecká Superliga)
- 2007-2008 – 3. místo (Turecká Superliga)

## Mužská soupiska

### Mužský tým 2010-2011
| #        | Hráč              | Národnost | Předchozí klub          |
| Brankáři | Brankáři          | Brankáři  | Brankáři                |
| -------- | ----------------- | --------- | ----------------------- |
| 70       | Çağıl Uyar        | Turecko   | Başkent Yıldızları      |
|          | Mert Özyılmaz     | Turecko   | Başkent Yıldızları      |
| Obránci  |                   |           |                         |
| 38       | Anıl Demirtaş     | Turecko   | Anka SK                 |
| 55       | Erkan Tokyürek    | Turecko   | İstanbul Buz Kartalları |
| 4        | Ibrahim Ufuk Acar | Turecko   | Truva Paten SK          |
| 31       | Hasan F. Boztepe  | Turecko   | Anka SK                 |
| 57       | Murat Binerbay    | Turecko   | Anka SK                 |
| 91       | Denizhan Topalcan | Turecko   | Anka SK                 |
|          | Oğulcan Arısoy    | Turecko   | Youth System            |
| Útočníci |                   |           |                         |
| 11       | Anıl Uyar         | Turecko   | Başkent Yıldızları      |
| 23       | Bora Ünsal        | Turecko   | İstanbul Buz Kartalları |
| 7        | Bilal Öztürk      | Turecko   | Anka SK                 |
|          | Barış Ürün        | Turecko   | Youth System            |
| 42       | Alpaslan Eroğlu   | Turecko   | Youth System            |
| 81       | Seli Narin        | Turecko   | Anka SK                 |
|          | Orhun Bilenler    | Turecko   | Youth System            |

## Ženská soupiska

### Ženský tým 2010-2011
| #        | Hráčka            | Národnost | Předchozí klub |          |
| Brankáři | Brankáři          | Brankáři  | Brankáři       | Brankáři |
| -------- | ----------------- | --------- | -------------- | -------- |
| 70       | Merve Bolulu      | Turecko   | Truva Paten SK |          |
| 1        | Burçin Doruk      | Turecko   | Anka SK        |          |
| Obránci  |                   |           |                |          |
| 25       | Gülin Aktaş       | Turecko   | Anka SK        |          |
| 20       | Pelin Aktaş       | Turecko   | Anka SK        |          |
|          | Mıray Cansu Koşum | Turecko   | Anka SK        |          |
| 55       | Melis Pekmezcan   | Turecko   | Anka SK        |          |
|          | Aslı Akgöl        | Turecko   | Anka SK        |          |
|          | Nihan Arıman      | Turecko   | Anka SK        |          |
| Útočníci |                   |           |                |          |
| 11       | Burçin Özkan      | Turecko   | Anka SK        |          |
| 5        | Gülçin Çakar      | Turecko   | Anka SK        |          |
|          | Cansu Özyılmaz    | Turecko   | Anka SK        |          |
|          | Ece Tansel        | Turecko   | Anka SK        |          |
|          | Sıla Ünal         | Turecko   | Anka SK        |          |
|          | Ece Özpınar       | Turecko   | Anka SK        |          |
|          | Görkem Tilic      | Turecko   | Anka SK        |          |

## Zahraniční hráči
| #  | Hráč             | Předchozí klub        |
| -- | ---------------- | --------------------- |
| 99 | Oleg Vasylyev    | B.B. Ankaraspor       |
| 10 | Vadim Borovsky   | Police Academy        |
| 20 | Artem Borovsky   | Sirius                |
| 44 | Jamaal Williams  | Youth system          |
| 10 | Rick Nichol      | Gèu Vielha-Val d'Aran |
| 20 | Tomáš Kukučka<   | HC Font Romeu         |
| 98 | Michael D. Jones | Flintshire Freeze     |
| 13 | Gary J. Gagne    | Mon Valley Thunder    |
| 20 | Casey Minson     | Newcastle North Stars |